# Kotowice (Nowogród Bobrzański)

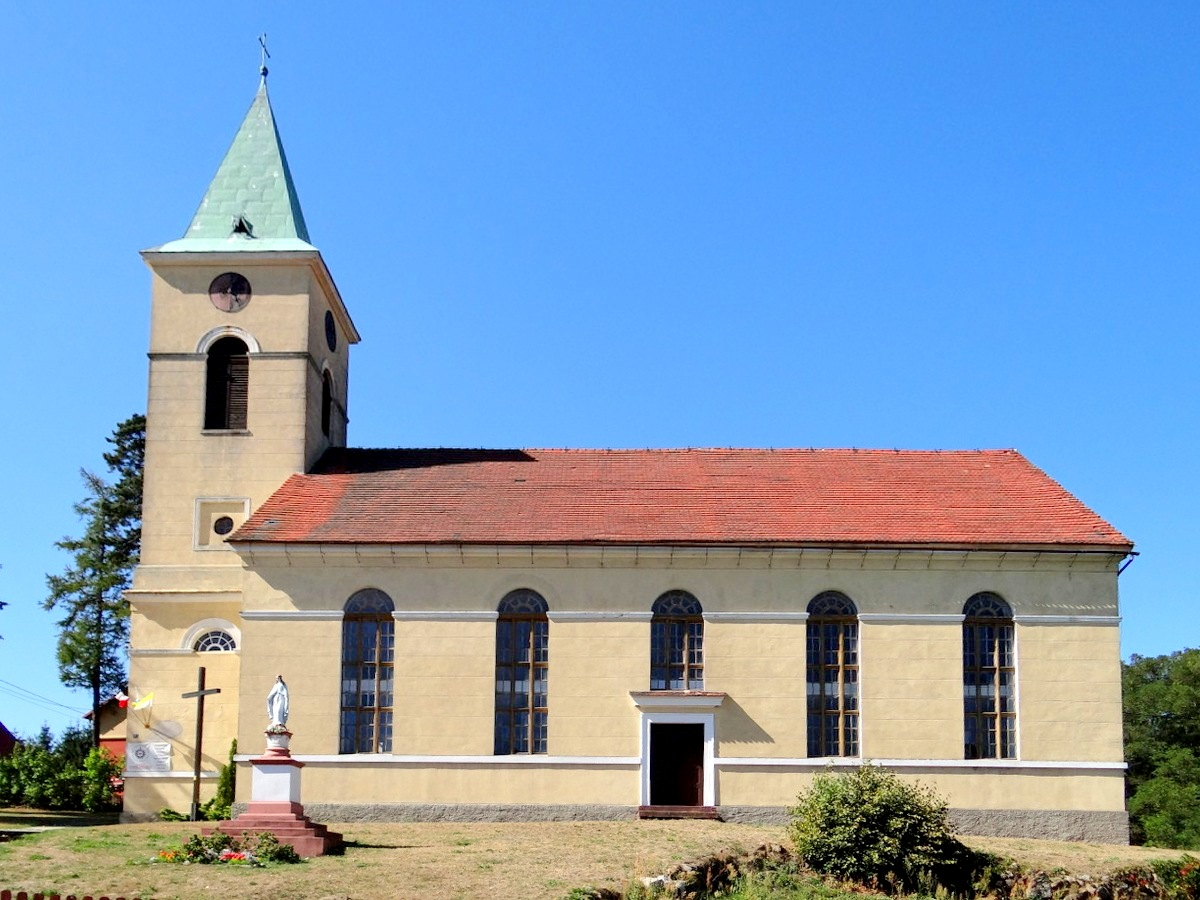
Dorfkirche

Kotowice (deutsch Kottwitz) ist ein Ort in der Stadt- und Landgemeinde Nowogród Bobrzański im Powiat Zielonogórski in der Woiwodschaft Lebus in Polen.

## Geographie
Kotowice liegt etwa zwanzig Kilometer südlich von Zielona Góra und 50 Kilometer nordwestlich der Stadt Glogau.

## Geschichte
Die Ortschaft bestand vormals aus mehreren Vorwerken und Bauernhöfen, die vermutlich von einem Mitglied des oberlausitzer Adelsgeschlecht Kottwitz angelegt wurden. 1474 wurden Hans und Heinz von Berge mit Kottwitz belehnt. Im Dreißigjährigen Krieg verarmte die Familie Berge, und Kottwitz lag wüst; letzter Besitzer namens Berge war Georg Heinrich von Berge († 1663). Der Rittmeister Sigismund von Berge war 1672 nur Verwalter der Güter. 1673 kaufte sie Joachim von Luck, und später kamen sie an Heinrich von Haßlinger und den Freiherrn von Skronski. 1744 verpfändete Haßlinger sein Gut an den Saganer Finanzbeamten Rothe, dessen Erben es noch um die Mitte des 19. Jahrhunderts besaßen.
Ortsteile:
- Dorfhauptteil
- Mittelvorwerk
- Niedervorwerk (drei Freibauern-Güter)
- Erbgut (zwei Bauernhöfe und zwei Großgärtner Stellen)
- Obervorwerk (Pfenning-Vorwerk genannt)

Die Ortschaft gehörte zunächst zum Kreis Sagan und wurde 1932 bei dessen Auflösung in den Kreis Grünberg eingegliedert, der bereits 1933 die ehemals Saganer Anteile an den Landkreis Freystadt i. Niederschles. im Regierungsbezirk Liegnitz der preußischen Provinz Schlesien des Deutschen Reichs abgegeben hatte.
Gegen Ende des Zweiten Weltkriegs wurde die Region im Frühjahr 1945 von der Roten Armee besetzt. Als Folge des Weltkriegs fiel Kottwitz mit dem größten Teil Schlesiens an Polen und wurde in Kotowice umbenannt. Nachfolgend wurde die einheimische deutsche Bevölkerung weitgehend vertrieben

## Einwohnerzahlen vor 1945
- 1933: 408[3]
- 1939: 401[3]

## Kirchspiel bis 1945
Die Kirchengemeinde von Kottwitz wurde nach der Reformation evangelisch. Als katholischer Pfarrer wird 1524 Ambrosius Würfel erwähnt. Ab 1688 wurden katholische Pfarrer eingesetzt. 1742 wurde die Parochie als aufgelöst erklärt, und es wurden wieder evangelische Pastoren angestellt.
Die ehemals evangelische Kirche wurde 1840 im klassizistischen Stil erbaut und ist seit 1945 katholisch.

## Söhne und Töchter des Ortes
- Reinhold Brunzel (1866–1945), deutscher Politiker (SPD)
- Karl Haupt (1829–1882), Pfarrer und Volkskundler